# Lago Groom
Il lago Groom (Groom Lake in lingua inglese) è il letto di un antico lago salato situato a 40 km a sud della cittadina di Rachel, nel Nevada, noto poiché sulla sponda sud sorge la famosa Area 51, della quale è sovente stato sinonimo. Il letto asciutto del lago è utilizzato dall'USAF, che vi ha costruito alcune piste di atterraggio, lunghe diverse miglia. Il lago misura approssimativamente 6 km dall'estremità nord a quella sud e 4,8 km dall'estremità est a quella ovest.